# Stommebeek
De Stommebeek is een beek in Nederlands Zuid-Limburg in de gemeente Meerssen. De beek ligt bij Geulle op de rechteroever van de Maas en heeft een lengte van ongeveer 200 meter.
Op ongeveer 200 meter naar het zuidoosten mondt de Waalsebeek in de Molenbeek uit en op ongeveer 50 meter naar het noordwesten de Snijdersbeek.

## Ligging
De beek ligt op de westelijke helling van het Centraal Plateau in de overgang naar het Maasdal. De beek ligt in het Bunderbos op de helling ten zuiden van Snijdersberg, tussen Snijdersberg, Moorveld en Hulsen. De bron ligt niet ver van de Waalsebeek en vanaf de bron stroomt de beek in noordwestelijke richting. Onderweg wordt de beek gevoed met water van nog twee zijbeken. Tussen de plaats waar vroeger de Bovenste Molen van Hulsen heeft gestaan en de Onderste Molen van Hulsen mondt de beek uit in de Molenbeek. Deze beek mondt op zijn beurt uit in de Oude Broekgraaf die in de Maas uitmondt.

## Geologie
De Stommebeek ontspringt ten noorden van de Geullebreuk en ten zuiden van de Schin op Geulbreuk op een hoogte van ongeveer 70 meter boven NAP. Op deze hoogte dagzoomt klei uit het Laagpakket van Boom dat in de bodem een ondoorlatende laag vormt, waardoor het grondwater op deze hoogte uitstroomt.